# 施塔杜姆
施塔杜姆是德国石勒苏益格－荷尔斯泰因州的一个市镇。总面积19.74平方公里，总人口1000人，其中男性519人，女性481人（2011年12月31日），人口密度51人/平方公里。